# Dia Internacional dels Pobles Indígenes del Món
El Dia Internacional dels Pobles Indígenes del Món se celebra anualment el 9 d'agost per conscienciar sobre els drets de la població indígena. Aquest esdeveniment també reconeix la contribució dels indígenes en la millora d'assumptes globals com la protecció mediambiental.
Va ser establert per l'Assemblea General de les Nacions Unides el 23 de desembre de 1994, mitjançant la resolució 49/214. El 9 d'agost es commemora la primera reunió del Grup de treball de les Poblacions Indígenes, pertanyent a la Subcomissió de Promoció i Protecció dels Drets Humans, en 1982. La instauració d'aquest dia era per ser celebrat anualment durant la Primera Dècada Internacional dels pobles Indígenes del Món (1995–2004). El 2004, l'Assemblea va anunciar una Segona Dècada Internacional, en el període 2005–2014.

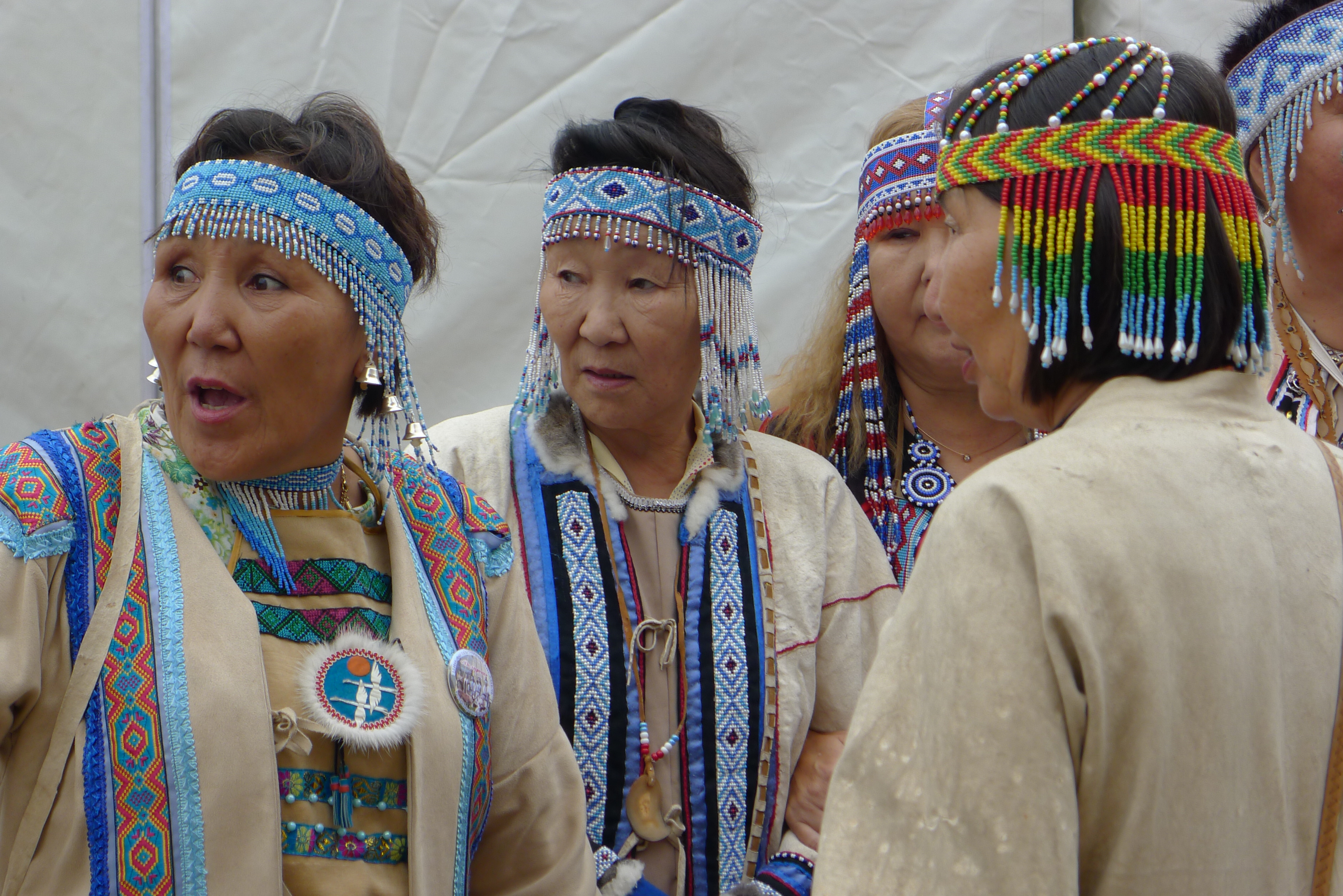
Dones durant la celebració del Dia dels Pobles Indígenes a Iakutsk (2017).

L'any 2016, va ser reportat que aproximadament 2.680 llengües indígenes es trobaven en risc extrem d'extinció. Per això, l'ONU va designar el 2019 com l'Any Internacional de les Llengües Indígenes.
Rebang Dewan, un jove chakma de Bangladesh, va ser l'autor de l'obra escollida per ser el símbol de del Fòrum Permanent per les Qüestions Indígenes de l'ONU. L'obra va ser emprada també en material promocional del Dia Internacional dels Pobles Indígenes. Presenta un globus terraqüi on al centre s'hi veu una encaixada de mans entre persones de races diferents i un paisatge d'aparença àrida al fons. El globus està rodejat per una corona de llorer.